# Euphorbia erubescens
Euphorbia erubescens är en törelväxtart som beskrevs av Pierre Edmond Boissier. Euphorbia erubescens ingår i släktet törlar, och familjen törelväxter. Inga underarter finns listade i Catalogue of Life.